# SoShy
Deborah Epstein (Pariz, Francuska, 14. rujna 1982.) poznatija kao SoShy, francuska je kantautorica.

## Životopis
Rođena u Francuskoj, od majke francusko-argentinsko-talijanskog modela i francusko-ruskog oca, SoShy je djetinjstvo provela u Los Angelesu i New York Cityju.

## Karijera
SoShy je napisala pjesmu "Strike the Match" za njemačku pop grupu Monrose. Napisala je i "Appetite For Love"  za belgijsku pjevačicu Nataliu, i "Lost Cause" za alternativnog rock pjevača Chrisa Cornella. Njene diskografske kuće su Mosley Music Group, Interscope i Universal Music Group američkog izvođača Timbalanda. Zajedno s njim i s Nelly Furtado izdala je singl "Morning After Dark", s albuma Shock Value II. Njen singl "Dorothy" nalazi se na popisu pjesama za videoigru FIFA 10, dok se njena pjesma "The Way I" također nalazi na službenom soundtracku za FIFU 06.

## Privatni život
Deborah Epstein trenutno živi u Carsonu, Los Angeles, Kalifornija.

## Vanjske poveznice
- SoShy na MySpace-u
- SoShy na Twitter-u
- SoShy fan forum  Arhivirana inačica izvorne stranice od 14. lipnja 2013. (Wayback Machine)